# Musa Patera
La Musa Patera è una struttura geologica della superficie di Ganimede.